# Il segno di Venere
Il segno di Venere è un film commedia del 1955 diretto da Dino Risi.
È stato presentato in concorso all'8º Festival di Cannes.

## Trama
Due cugine di diversa provenienza, la napoletana Agnese e la milanese Cesira, vivono insieme a Roma, con il padre della prima e la zia Tina.
Agnese, dall'aspetto prorompente, non può evitare di attirare le attenzioni di qualunque uomo incroci la sua strada. La ragazza non si rende conto di mettere costantemente in ombra la cugina, a cui invece invidia il fatto di avere un lavoro, mentre lei è costretta in casa dal padre, in attesa del futuro matrimonio.
Cesira, più grande di età e dall'aspetto più comune e dimesso, dopo aver parlato con una cartomante che vive nel palazzo, si convince che ogni uomo che incontra, anche se non dimostra un particolare interesse nei suoi confronti, possa essere il compagno della vita.
Attorno a loro ruota una serie di figure maschili: Mario, fotografo dell'albergo diurno dove Cesira lavora come dattilografa; Romolo, che vive di espedienti e tenta in ogni modo di rifilare a Mario un'auto rubata; il poeta Alessio, un farabutto che approfitta delle persone come Cesira, sensibili al suo fascino intellettuale; il vigile del fuoco Ignazio, che Cesira conosce per caso in occasione di un incidente stradale.

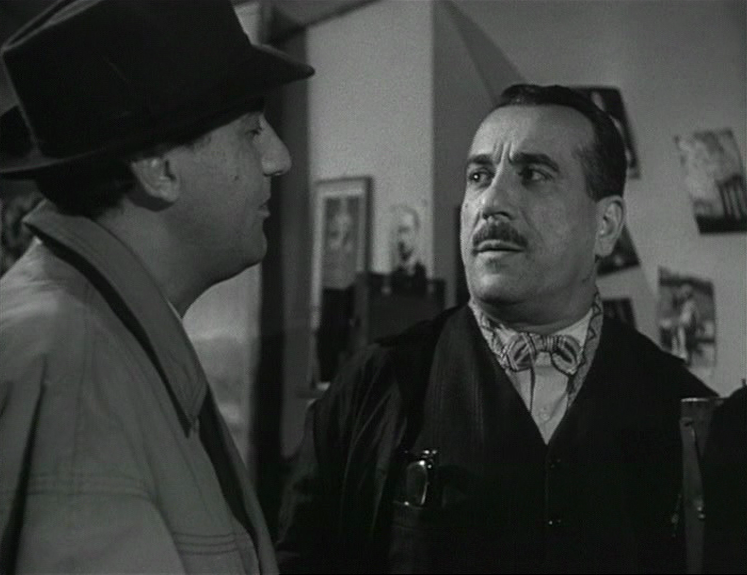
Alberto Sordi e Peppino De Filippo

Una sera si ritrovano a cena in trattoria. Alessio finge di voler offrire a tutti, ma quando l'oste rifiuta di fargli credito non esita a far pagare Cesira. Lasciato il locale, Cesira accompagna a casa il truffatore, che la vuole sfruttare ancor di più, rifilandole il compito di battere a macchina delle copie di un suo manoscritto. Tornata a casa, si imbatte in Ignazio e Agnese che si baciano e scopre che quello che sperava fosse l'uomo giusto per lei ha invece iniziato da tempo, a sua insaputa, una relazione con la cugina. Ormai decisa ad andare fuori di casa, facendo addirittura temere loro di volersi suicidare, si ritrova invece con Romolo, giusto per finire insieme a lui in questura, per l'auto rubata, dove il furfante scoppia in lacrime di fronte alla madre.
Quand'è mattina, Cesira viene riaccompagnata a casa da Alessio, prontamente accorso alla sua chiamata, e si illude che il poeta possa essere l'uomo per lei, finché non si accorge di quanto presto lui faccia amicizia con la cartomante del piano di sotto, una signora attraente e benestante, il che basta ad Alessio per farne l'oggetto di turno delle proprie premure.
Mentre la relazione tra Agnese e Ignazio è ormai nota in famiglia e il padre della ragazza organizza con entusiasmo un matrimonio riparatore, Cesira riprende con rassegnazione la sua vita quotidiana.

## Produzione
Il film originariamente era basato su una sceneggiatura intitolata La chiromante, incentrata completamente sul personaggio interpretato da Franca Valeri, e avrebbe dovuto essere diretto da Luigi Comencini. Il regista abbandonò tuttavia il progetto quando esso fu stravolto dalla politica hollywoodiana della casa di produzione Titanus di riunire nel cast il meglio del cinema italiano del momento per garantirsi il successo, riducendo a co-protagonista la Valeri, pur centrale nella narrazione, affiancandole star del livello di Sophia Loren e Vittorio De Sica, oltre ad Alberto Sordi e Peppino De Filippo nei ruoli secondari.

## Accoglienza

### Incassi
L'incasso accertato a tutto il 31 marzo 1959 fu di Lit. 506.531.170.

### Critica
Secondo il Dizionario Mereghetti «il film non ha una vera progressione narrativa e le scene servono soprattutto a mettere in evidenza l'abilità dei singoli attori, ma in certi momenti la comicità è davvero irresistibile». Per il Dizionario Morandini, il film è «raccontato con garbo, recitato con discrezione, forbito di situazioni divertenti e di un dialogo spiritoso con un pizzico di farsa».

## Curiosità
Nel film Franca Valeri sottolinea spesso la sua milanesità e dice di chiamarsi Cesira Colombo (Colombo è un tipico cognome lombardo che veniva dato a quasi tutti i trovatelli, un po' il corrispettivo del Proietti romano). Però, il padre di Cesira è il fratello di Tina Pica, quindi, benché emigrato a Milano, dovrebbe essere meridionale ed è improbabile che si chiami Colombo.
La scena in cui, al termine della cena in trattoria Romolo, cerca di rifilare l'autovettura a Mario è stata girata a Porta Settimiana a Trastevere: la stessa collocazione verrà scelta da Carlo Verdone molti anni dopo per ambientarvi la scena iniziale e quella finale dell'episodio Leo di Un sacco bello.